# Charles Bartlett (Radsportler)

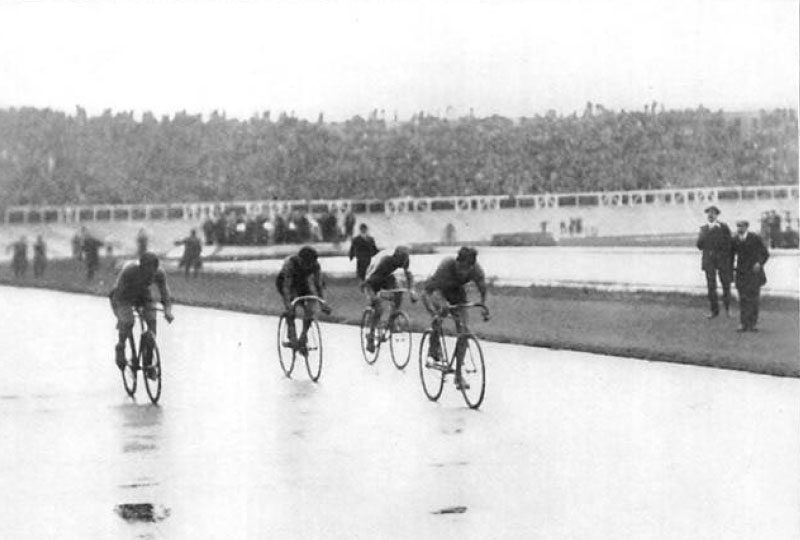
Charles Bartlett gewann das 100-Kilometer-Rennen bei den Olympischen Spielen 1908.

Start zum 100-Kilometer-Steherrennen bei den Bahnweltmeisterschaften 1913. 3.v.l.: Charles Bartlett

Charles Henry Bartlett (* 6. Februar 1885 in Southwark; † 30. November 1968 in Enfield) war ein britischer Radsportler.
Im Alter von 16 Jahren begann Charles Bartlett mit dem Radsport im Prince Alfred Cycling Club und wurde mehrfach Clubmeister. Später startete er für den Polytechnic Cycling Club, den Radsportclub der University of Westminster.  1908 und 1909 wurde er Meister der National Cycling Union über 50 Meilen hinter Tandemführung und stellte mehrfach Rekorde auf.
1908 startete Bartlett bei den Olympischen Spielen in London als Jüngster im Rennen über 100 Kilometer, an dem 17 Finalisten teilnahmen, darunter der große Favorit und Landsmann von Bartlett, Leon Meredith. Die erste halbe Stunde regnete es, bis es aufklarte, aber die rund 603 Meter lange Zement-Radrennbahn im White City Stadium in Shepherd’s Bush war nass und das Fahren auf ihr entsprechend gefährlich. Deshalb gab es viele Ausfälle durch Pannen und Stürze, darunter auch von Meredith, der aufgeben musste. Auch Bartlett stürzte, fuhr aber anschließend weiter. Obwohl er zunächst eine Runde zurücklag, gelang es ihm, den Finalsprint mit zwei Längen Vorsprung und in der Weltrekordzeit von 2:41:48,6 Stunden zu gewinnen. Zusätzlich zur Goldmedaille erhielt er den Prince of Wales Cup.
Bei den UCI-Bahn-Weltmeisterschaften 1913 nahm Charles Bartlett am Steherrennen der Amateure auf der Bahn im Kaiser-Wilhelm-Stadion teil, belegte aber nur den letzten Platz.
Nach seinem Rückzug vom Radsport wurde Bartlett ein erfolgreicher Geschäftsmann. Dem Radsport blieb er als Mitglied und Präsident des renommierten Pickwick Bicycle Clubs verbunden.